# آرمان ناواساردیان
آرمان ناواساردیان (ارمنی: Արման Նավասարդյան زاده ۶ آوریل ۱۹۳۹ در ایروان - درگذشته ۱۱ آوریل ۲۰۱۱ در ایروان) سیاستمدار و دیپلمات اهل ارمنستان که سمت معاونت نخست‌وزیری جمهوری ارمنستان را برعهده داشت وی همچنین از تاریخ ۱۹۹۳ تا تاریخ ۱۹۹۵ سفیر تام‌الاختیار جمهوری ارمنستان در اتریش بود